# Didem Soydan
Didem Soydan (* 3. April 1984 in Istanbul) ist eine türkische Schauspielerin und Model.

## Biografie
Didem Soydan wurde am 3. April 1984 in Istanbul geboren. Ihre Familie mütterlicherseits stammt aus Bulgarien und Griechenland und ihre Familie väterlicherseits kommt aus Albanien. Zudem nahm sie später an der Modenschau La Russie teil. Ihr Debüt gab sie 2012 in der Fernsehserie Uçurum.
Im selben Jahr trat sie in dem Film Bir Hikayem Var auf. Anschließend spielte sie in der Serie Aramızda Kalsın mit. Unter anderem wurde Soydan für die Serie Güzel Çirkin gecastet. Außerdem war sie an der Modeschau Calzedonia Summer Show 2014 zu sehen. 2014 bekam sie in dem Film Mutlak Adalet die Hauptrolle. Soydan setze 2015 ihre Karriere in Aşk Yeniden fort.

## Filmografie
Filme
- 2012: Bir Hikayem Var
- 2014: Mutlak Adalet

Serien
- 2012: Uçurum
- 2013: Aramızda Kalsın
- 2013: Güzel Çirkin
- 2015: Aşk Yeniden